# Jacopo Sannazaro
Jacopo Sannazaro, talvolta Iacobo Sannazzaro (Napoli, 28 luglio 1457 – Napoli, 6 agosto 1530), è stato un poeta e umanista italiano.
Fu autore prolifico di opere in lingua latina e in volgare. È noto soprattutto come autore dell'Arcadia, un prosimetro di ambientazione pastorale che fu destinato a secolare fortuna in Europa e dal quale prese nome anche l'omonima accademia costituitasi a Roma nel 1690.

## Biografia

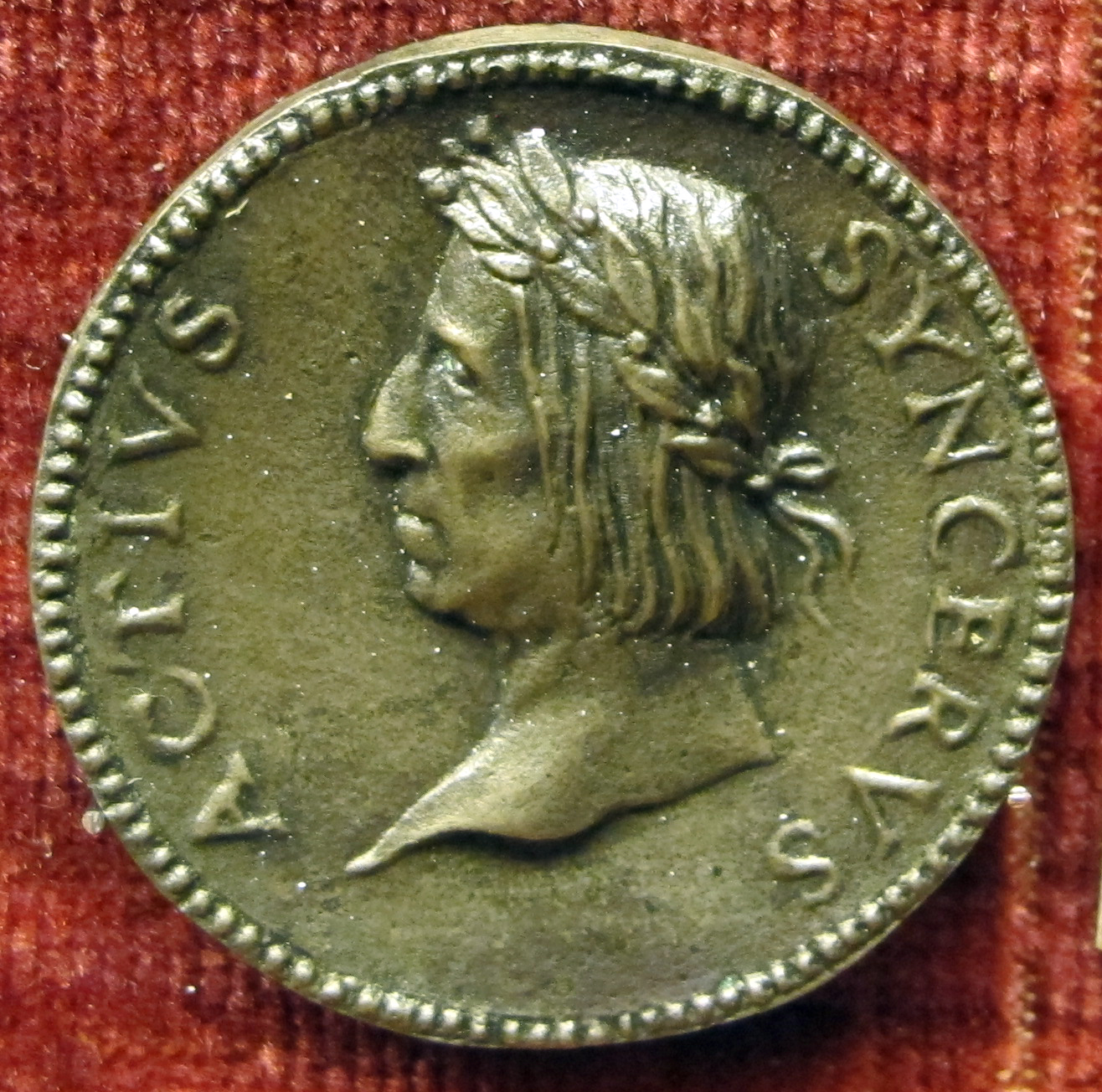
Medaglia di Sannazaro di Girolamo Santacroce.

Jacopo Sannazaro nacque a Napoli nel 1457 in una famiglia nobile ancestralmente originaria – per parte paterna – della Lomellina (nella Bassa lombarda), i Sannazzaro, il cui nome, si diceva, derivava da una villa a Sannazzaro de' Burgondi, nei pressi di Pavia. 
Il padre morì nel 1462, motivo per cui si sposta al seguito dei familiari nei feudi materni di San Cipriano Picentino (nell'odierna provincia di Salerno). Il paesaggio e la natura circostante ebbero sul giovane un profondo impatto, tale da aver ispirato, come si evince dalle sue opere, la prima elaborazione dell'Arcadia.
Nel 1475 ritorna a Napoli per formarsi presso lo Studium, dove fu discepolo di Giuniano Maio e Lucio Crasso, docenti di poetica e di retorica. Importante l'incontro con il più importante letterato della Napoli del tempo, Giovanni Pontano, direttore dell'Accademia Pontaniana, il principale centro di studi umanistici del Regno di Napoli. Inoltre conosce altri poeti come Pietro Jacopo de Jennaro e Giovan Francesco Caracciolo, il giurisperito Alessandro d'Alessandro (autore dell'opera Giorni Geniali).
Proprio grazie al Pontano Sannazaro riesce ad entrare al servizio di Alfonso, duca di Calabria nel 1481. Sempre intorno a questi anni entra nell'Accademia Pontaniana assumendo lo pseudonimo classicizzante di Actius Syncerus. Già dalla fine degli anni '70 si hanno notizie dell'attività di Sannazaro come organizzatore teatrale e di feste cortigiane. Segue dunque la composizione di alcune farse, opere liriche per la recitazione in volgare.
Durante gli anni '80 inizia la composizione di vari testi in latino e in volgare. Sin dall'età giovanile il poeta manifesta una certa propensione per il genere bucolico. Inizia a scrivere i primi testi pastorali in volgare, influenzato dalla recente letteratura bucolica diffusa in tutta Italia: dal senese Iacopo Fiorino de' Buoninsegni al napoletano De Jennaro fino alla produzione del Boiardo. Non trascurabile sarà l'apporto del viaggio a Ferrara fatto nel 1483. Tra il 1480 e il 1482 inizia quindi ad abbozzare alcuni componimenti che faranno parte dell'Arcadia, cui una prima redazione metterà mano proprio tra il 1482 e il 1486.
Il Sannazaro seguì da vicino la crisi della corona napoletana dopo la morte di re Alfonso II, la breve parentesi francese di Carlo VIII fino al nuovo servizio presso il re Federico d'Aragona. La dedizione al nuovo sovrano è tale che verrà ricompensata con il dono di una villa a Mergellina nel 1499.
In questo periodo lavora alla produzione delle rime volgari, riunite nella raccolta Sonetti et canzoni, elaborate a più riprese tra il 1485 e i primi anni del Cinquecento, mentre tra il 1491 e il 1496 rimette mano all'Arcadia. Le rime, pubblicate postume nel 1530, sono espressione di un colto e raffinato petrarchismo napoletano.
Tuttavia nel 1501 la situazione precipita di nuovo, Federico è costretto a fuggire in Francia e Sannazaro al suo seguito. Nel novembre del 1504, morto il suo protettore Federico d'Aragona, decide di ritornare a Napoli. Qui si dedica alla versione finale dell'Arcadia, pubblicata nel periodo della sua assenza dall'Italia e stampata nell'edizione definitiva curata dall'autore circa nel 1507.
Nell'ultima parte della sua vita si dedica principalmente alla produzione latina: gli Epigrammata, l'Elegiarum liber, composto di 24 elegie divise in tre parti, e le Eclogae piscatorie, dove il mondo pastorale è trasposto nella dimensione marittima della Baia di Napoli. Si intensifica in questo periodo la rete di rapporti con gli intellettuali italiani, dimostrata per esempio dal rapporto epistolare con Pietro Bembo.
Nel 1526 viene pubblicato il De partu Virginis, poemetto in esametri latini sulla maternità di Maria.
Morì a Napoli, presso la casa dell'amica Cassandra Marchese, nel 1530.

### Sepoltura

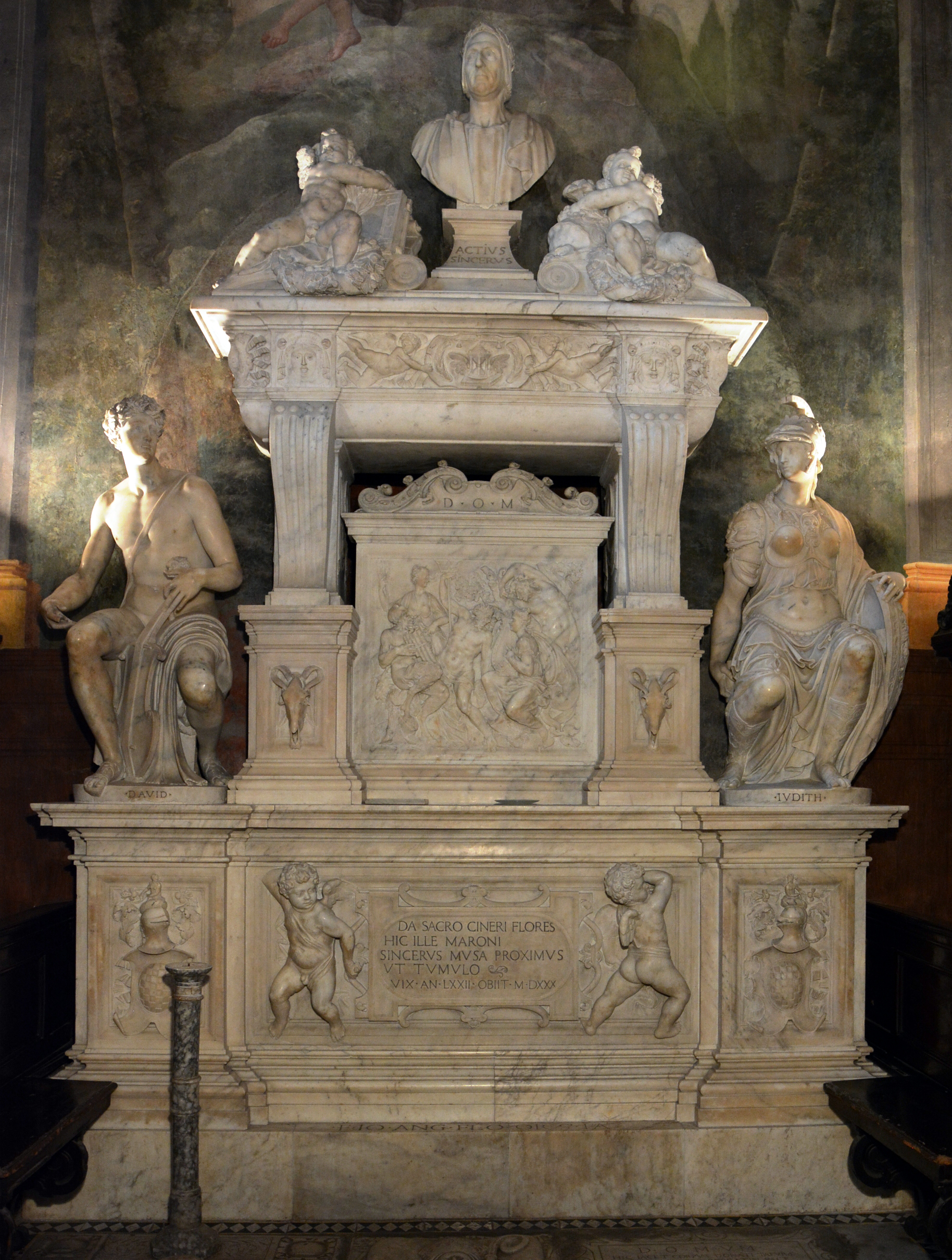
Tomba di Sannazaro nella chiesa di Santa Maria del Parto

Il poeta è sepolto nella Chiesa di Santa Maria del Parto a Mergellina che prende il nome proprio dalla sua ultima opera; la chiesa infatti fu costruita su sua iniziativa e donata all'ordine dei Servi di Maria. Il monumento funebre fu eseguito da Giovanni Angelo Montorsoli.
Il benedettino don Bernard de Montfaucon (1655-1741), nel suo Voyage en Italie, descrisse la tomba del poeta decorata con le statue di Apollo e Minerva dell'Ammannati e con un rilievo con satiri attribuito a Silvio Cosini. Nel XVIII secolo le autorità ecclesiastiche provarono a dare un aspetto meno profano alla composizione, incidendo il nome di David alla base della statua di Apollo, e di Giuditta sotto la statua di Minerva.

## Opere

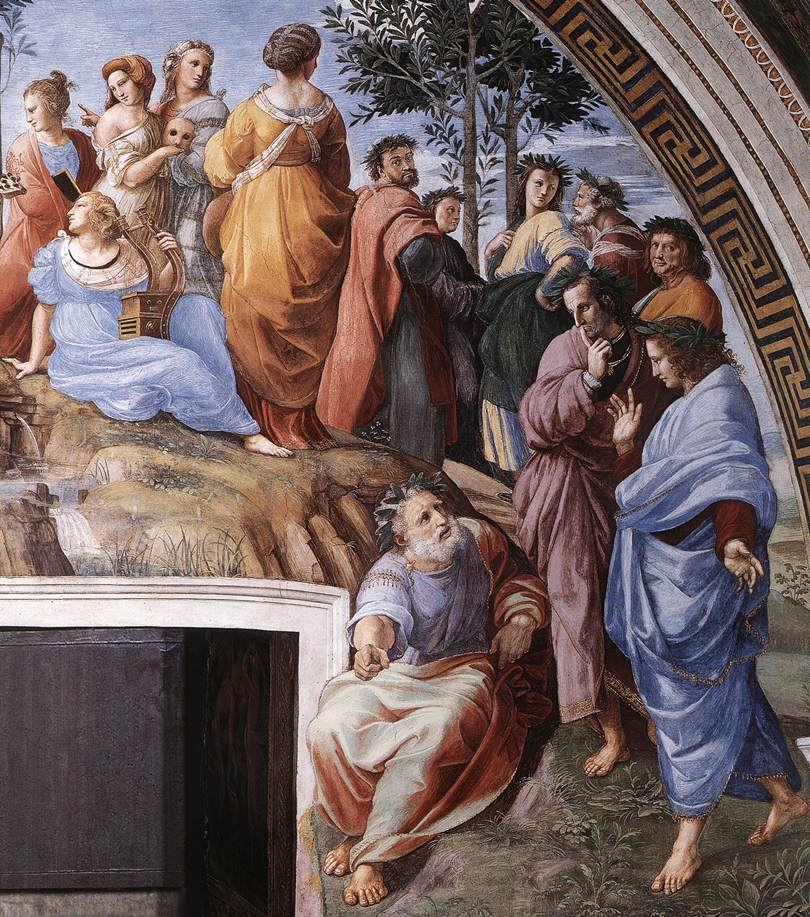
Jacopo Sannazaro ritratto nel Parnaso di Raffaello Sanzio (il primo a destra con l'abito arancione), Musei Vaticani, Città del Vaticano

### Arcadia(1480?-1504)

#### Storia del testo
L'Arcadia è un prosimetro (componimento misto di prosa e di poesia) di ambientazione pastorale, composto da 12 prose intervallate 12 ecloghe, preceduto da un congedo intitolato Alla sampogna. L'opera ha un posto di rilievo nella storia della prosa e della poesia europee e può essere considerata un vero e proprio boom editoriale dell'epoca e un classico letterario nei secoli successivi.
L'opera venne componendosi nel lungo arco di tempo di circa 20 anni, storia ancora molto incerta e controversa nella sua ricostruzione.
Sembra che intorno al 1480, il poeta compose alcune ecloghe di ambientazione pastorale (le attuali I, II, VI), e solo dopo decise di fonderle assieme, continuarle, e costruire una storia.
Forse al 1475-85 risale la prima redazione del testo (di cui sono rimasti alcuni manoscritti), costituita solo da quelle che oggi sono le prime 10 parti dell'opera.
Il poeta tuttavia la accantonò e vi ritornò sopra successivamente più di dieci anni dopo, forse intorno al 1490 o al 1496; vi aggiunse le ultime due parti, il congedo Alla sampogna, e ne rivide profondamente la veste linguistica orientandola in senso più toscano ed omogeneo e sfumando i dialettismi e i latinismi crudi (la cosiddetta seconda stesura, di cui non sono rimasti manoscritti).
L'opera circolò lungamente manoscritta e finalmente vide la luce a Napoli nel 1504 per le stampe di Sigismondo Mayr a cura di Pietro Summonte (per questo detta edizione summontina), ma ad insaputa dell'autore, allora esule in Francia. Come specificato dal Summonte nella dedica al cardinale d'Aragona, il manoscritto gli era stato dato dal fratello stesso del poeta, rimasto a Napoli, e la sua edizione ha lo scopo di emendare le precedenti edizioni, tutte scorrettissime, cioè una del 1501 ed una veneziana del 1502 (di cui però a noi oggi non rimane traccia). L'intera tradizione editoriale dell'Arcadia discende, quindi, dall'edizione summontina.
Al suo ritorno dalla Francia, tuttavia, il poeta, intento alla composizione del De partu Virginis, non si curò affatto di approntare un'edizione diversa o magari corretta da lui e abbandonò l'opera al suo destino. Il quale fu fortunatissimo e fece rapidamente dell'Arcadia uno dei testi più letti e stampati di sempre. Nel 1514 anche il celebre editore veneziano Aldo Manuzio ne diede ai torchi una edizione, che è, oltre agli Asolani di Pietro Bembo, l'unico altro testo contemporaneo stampato dal Manuzio.

#### Struttura e temi dell'opera
L'opera ha un impianto molto semplice ed eminentemente statico e lirico più che narrativo in senso stretto. La storia dura 6 giorni, dal 20 al 25 aprile (le feste di Pale). Il protagonista è lo stesso Sannazaro che, sotto il nome del pastore Sincero, narra in prima persona la propria vita in Arcadia, una regione impervia della Grecia dove, come volevano le fonti classiche, i pastori vivevano felici e non facevano altro che pascolare animali e cantare inni con zufoli e zampogne. Leggendo, tuttavia, si scopre che Sincero non è arcade ma un napoletano rifugiato in Arcadia tra i pastori, il quale, al termine della storia, dopo un brutto sogno, viene guidato da una ninfa in una caverna sotterranea e rispunta a Napoli dove apprende la morte della donna amata. Qui si conclude la storia.
Questa esile vicenda è contornata da moltissimi episodi e personaggi secondari (molti dei quali reali, anche se trasfigurati col nome pastorale), da lunghissime descrizioni di bellezze naturalistiche, di opere d'arte (il vaso del Mantegna, ad esempio, nella prosa XI; o le porte del tempio di Pale in quella VIII), da canti d'amore e diatribe amorose tra i vari pastori, giochi funebri (nella prosa XI) etc....
L'opera può dividersi sostanzialmente in 5 blocchi: il primo è il Prologo; il secondo comprende le prose I-VI (e le rispettive ecloghe, tre delle quali sono le più antiche) e fornisce l'inquadramento generale; il terzo comprende la sola prosa VII, che narra la vicenda di Sincero e funge da cerniera tra la prima e la seconda parte; il quarto comprende le restanti prose VIII-XII, dove la storia si conclude, col sogno e il ritorno a Napoli; l'ultimo è il congedo Alla sampogna. Il testo è preceduto ovviamente dalla dedica del Summonte, citata in precedenza.
L'opera è continuamente pervasa da un ricorrente malinconia (tipica del poeta anche nelle Rime) e da presagi di morte, nel segno dei quali si conclude il testo, con la visione nel sogno dell'arancio abbattuto (la discesa di Carlo VIII di Francia a Napoli) e la morte della donna amata e il doloroso ritorno alla realtà.
In quest'opera il Sannazaro fa della terra di Arcadia (come gli autori classici prima di lui) una rigogliosa terra felice, fatta di schermaglie amorose e di squarci campestri, innocente, pura, venendo a creare un vero e proprio luogo comune dell'immaginario occidentale: ancora oggi il senso della parola arcadico include la sfumatura della sua ''trasfigurazione letteraria ... idilliaco e bucolico'' (dizionario Treccani).
Da qui anche il nome dato nel 1690 all'Accademia dell'Arcadia fondata a Roma, che viveva trasfigurata, appunto, in un mondo campestre fatto di ingenuità e di semplicità naif, amante del mito della cultura Greca delle origini.

### De partu virginis(1526)

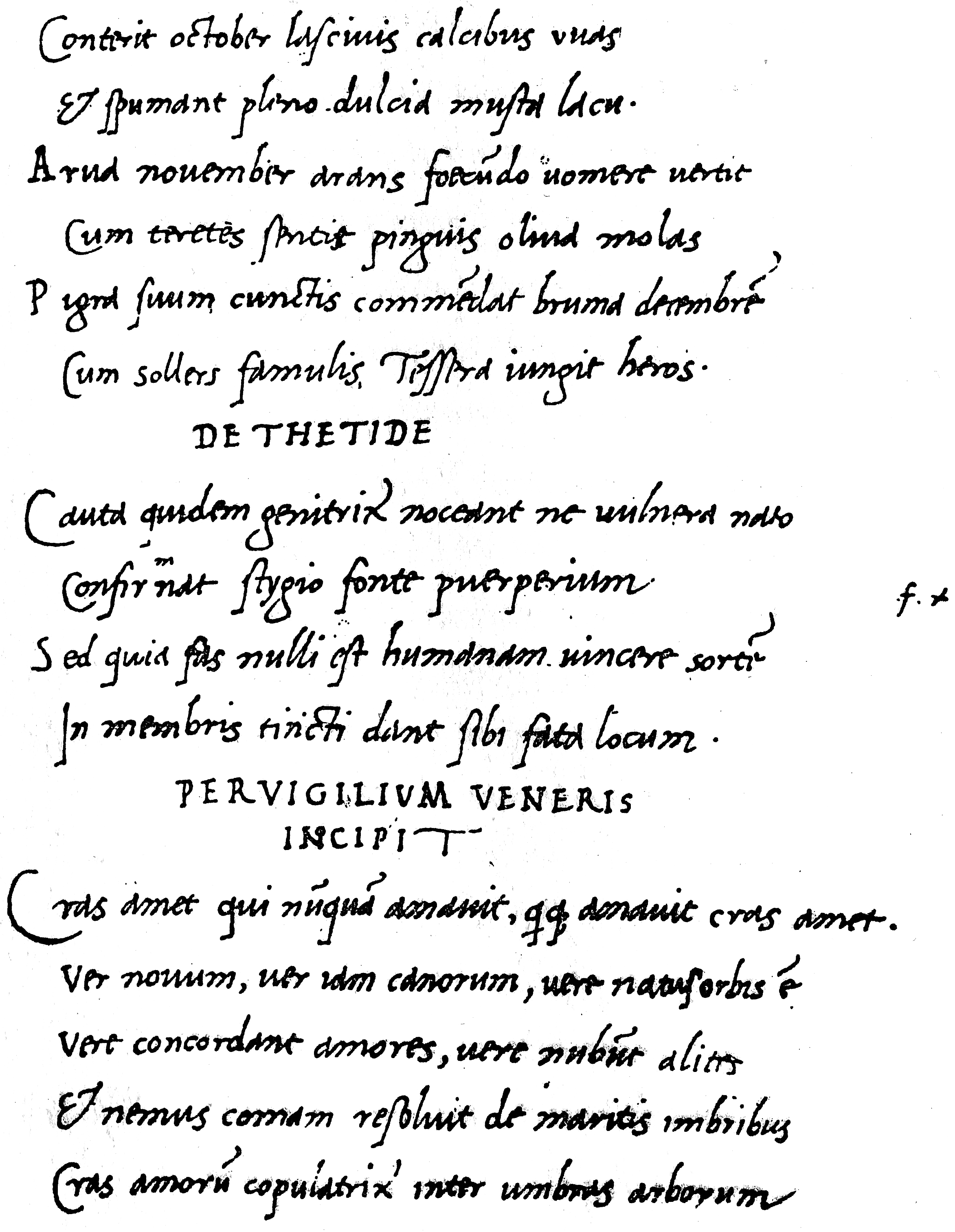
Manoscritto del De partu virginis

Il De partu Virginis fu pubblicato nel 1526, ed è un breve poema latino in 3 libri in esametri di chiara ispirazione virgiliana. L'opera, stilisticamente splendida, nasce dall'idea ardita di fondere assieme la poesia epica classica ed un episodio biblico, quale, appunto, la nascita di Cristo. Il poema fu molto contestato dai contemporanei (tra i quali Erasmo da Rotterdam) ma assieme al coevo poema Christias di Marco Girolamo Vida, verrà a essere uno dei primissimi esempi della grande stagione epica rinascimentale ormai alle porte.

### Rime(1530)
Le Rime (Sonetti et canzoni di M. Jacopo Sannazaro) furono pubblicate e Napoli e Roma nel 1530, poco dopo la morte dell'autore. Sono costituite in maggioranza di sonetti e di canzoni di chiaro stile petrarchesco e sono caratterizzate da uno stile piuttosto raffinato, da un perfuso clima di malinconia e da accenti accorati di singolare tenerezza.
Anche esse ebbero un impatto fondamentale nella letteratura futura. Come mostra la seconda versione dell'Arcadia, anche il Sannazaro, autonomamente dal Bembo, doveva aver lentamente optato per il toscano trecentesco come opzione linguistica valida per tutta la penisola italiana. Le Rime del Sannazaro, quindi, che uscirono lo stesso anno di quelle del Bembo, vennero a costituire, involontariamente quasi, proprio assieme alle Rime del Bembo la base del vasto fenomeno del petrarchismo che pervaderà l'Europa per vari secoli.

### Restante produzione in latino e dialetto
- 5 Eglogae piscatoriae, in latino, su argomenti connessi alla baia di Napoli
- 3 libri di Elegie latine
- Epigrammi caustici e aggressivi, in latino
- Gliommeri, in dialetto
- Farse, in dialetto

## Edizioni critiche
- Del De partu Virginis vi sono due edizioni moderne: una a cura di C. Fantazzi ed A. Perosa (Firenze, Olschki, 1988) ed una a cura di S. Prandi (Città Nuova, 2001) che riporta a fronte la traduzione cinquecentesca in endecasillabi sciolti di Giovanni Giolito, figlio dello stampatore Gabriele, la quale ebbe al tempo grande fortuna.
- Le Rime si rileggono nell'edizione delle Opere volgari (a cura di A. Mauro, Bari, Laterza, 1961) che comprende anche l'Arcadia etc...